# Натя, Даниэль
Даниэль Натя (рум. Ilie Daniel Natea; род. 21 апреля 1992, Румыния) — румынский самбист и дзюдоист, чемпион Европы и мира среди юниоров по самбо, победитель Кубка Европы по самбо, призёр розыгрышей Кубка мира по самбо, чемпион и призёр чемпионатов Европы по самбо, призёр чемпионатов мира по самбо, чемпион и призёр первенств и чемпионатов Румынии по дзюдо среди кадетов, юниоров, молодёжи в взрослых, участник летних Олимпийских игр 2016 года в Рио-де-Жанейро. Выступает в тяжёлой (свыше 100 кг) и абсолютной весовых категориях.
На Олимпиаде в первой схватке победил тайца Кунатипа Еона, но в следующем поединке уступил представителю Узбекистана Абдулло Тангриеву и занял итоговое 9-е место.

## Спортивные результаты

### Дзюдо
- Чемпионат Румынии по дзюдо 2010 — ;
- Чемпионат Румынии по дзюдо 2011 — ;
- Чемпионат Румынии по дзюдо 2013 — ;
- Чемпионат Румынии по дзюдо 2015 — ;
- Чемпионат Румынии по дзюдо 2015 —  (абсолютная категория);
- Чемпионат Румынии по дзюдо 2016 — ;
- Чемпионат Румынии по дзюдо 2016 —  (абсолютная категория);
- Чемпионат Румынии по дзюдо 2017 — ;
- Чемпионат Румынии по дзюдо 2017 —  (абсолютная категория);
- Чемпионат Румынии по дзюдо 2018 —  (абсолютная категория);
- Чемпионат Румынии по дзюдо 2019 — ;
- Чемпионат Румынии по дзюдо 2019 —  (абсолютная категория);
- Чемпионат Румынии по дзюдо 2020 — ;